# Fidelity Investments
Fidelity Investments американська холдингова компанія, що надає фінансові послуги. Одна з найбільших компаній з управління активами в світі. Заснована в 1946 році, обслуговує інвесторів з 100 країн світу.
Розмір активів під управлінням — $ 2,4 трлн, розмір активів під адмініструванням — $ 3,9 трлн на 30 червня 2017 року. У 2015 році Fidelity Investments займала 4 -е місце серед 500 найбільших інвестиційних компаній світу за розміром активів під управлінням ($ 2,035 трлн).